# Lepanthes acunae
Lepanthes acunae är en orkidéart som beskrevs av Henry August Hespenheide. Lepanthes acunae ingår i släktet Lepanthes och familjen orkidéer.
Artens utbredningsområde är Kuba. Inga underarter finns listade i Catalogue of Life.